# 세라 코널리
세라 코널리 여사(영어: Dame Sarah Connolly, DBE, 1963년 6월 13일 ~ )는 잉글랜드의 메조소프라노 성악가이다. 바로크와 고전주의 시대 음악을 다루어 잘 알려진 한편 바그너와 20세기 작곡가들의 작품에까지 폭넓은 레퍼토리를 소화했다.

## 서훈
- 2010년 대영 제국 훈장 3등급(CBE)[1]
- 2017년 대영 제국 훈장 2등급(DBE, 작위급 훈장)[2]